# بیوه (فیلم ۱۹۵۵)
«بیوه» (انگلیسی: The Widow (1955 film)) یک فیلم به کارگردانی لوئیس مایلستون است که در سال ۱۹۵۵ منتشر شد. از بازیگران آن می‌توان به آکیم تامیروف و آنا-ماریا فررو اشاره کرد.